# Corts de Montsó (1533)

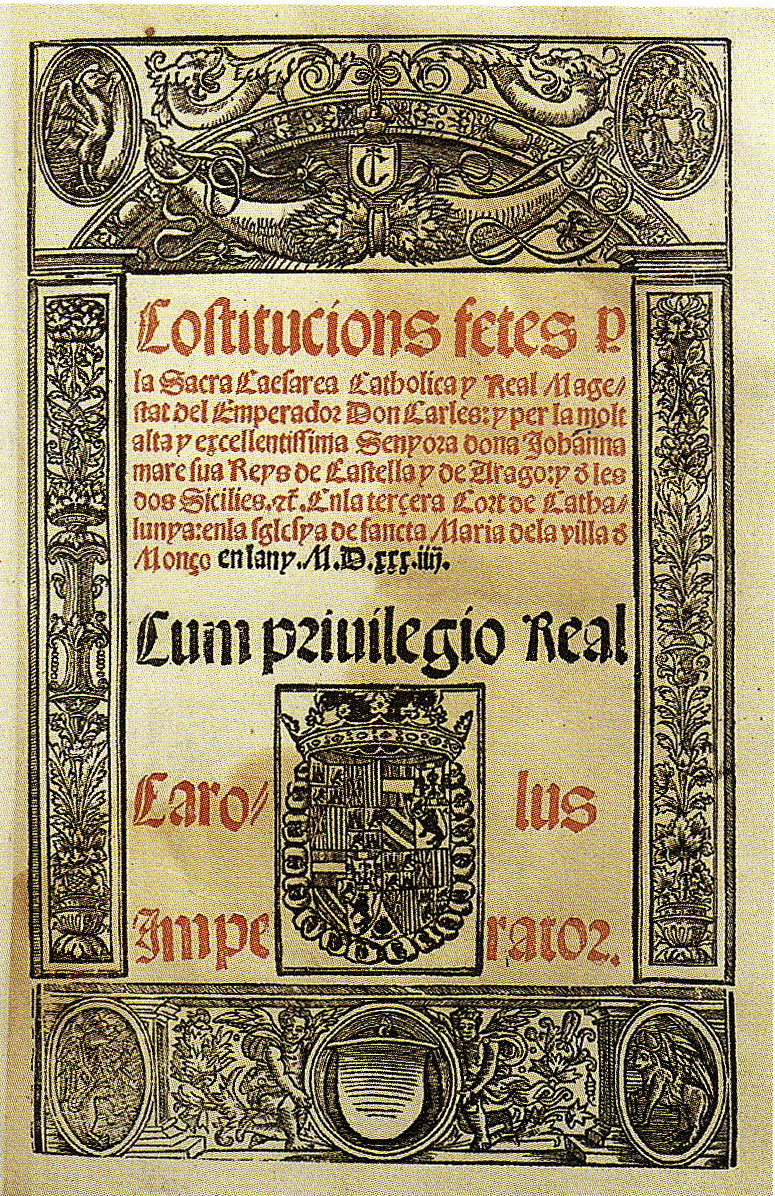
Constitucions publicades l'any 1534

Les Corts de Montsó de 1533 van ser presidides pel rei Carles I. Era President de la Generalitat Dionís de Carcassona. Varen començar al juny i acabaren al desembre de 1533.
El regnat de Carles I es va caracteritzar per un cost molt alt en mantenir l'imperi amb el consegüent esgotament econòmic. Els principals motius eren: les hostilitats amb França per l'interès del rei Francesc I de França sobre la península Itàlica; la defensa de les agressions turques al Mediterrani i el manteniment de l'imperi alemany que era cobejat pels prínceps alemanys.
A més de la precària situació econòmica directament creada per la guerra, s'hi afegia la caiguda del comerç per culpa de la inseguretat marítima. També es queixaren els diputats de la manca de protecció aranzelària de l'emperador, tot i que existien privilegis a favor dels catalans. En concret, s'estava pagant per treure blat de Sicília i no s'aplicava el gravamen d'un 20% als draps francesos que entraven a Sicília i Nàpols.
En l'ordre polític, els diputats es queixaren de l'actuació del lloctinent Fadrique, que efectuava detencions en nom de la Diputació del General, envaint-hi competències. També manifestaren el seu disgust amb el nomenament del genovés Girolamo Doria com a arquebisbe de Tarragona, per ser estranger i per les ingerències competencials de l'inquisidor Ferran de Lloaces (futur successor de Doria a l'arquebisbat de Tarragona), però el rei no va voler acceptar discutir aquest punt.
Per les dificultats d'aplicació de la Constitució de l'Observança es va demanar la creació d'un Tribunal de Contrafaccions. La seva creació es va ajornar fins a 1706, quasi dos-cents anys més tard.
Dins dels temes de règim interior, destaca l'acord de nomenar els càrrecs de diputats locals al final del mandat i no al principi; es prohibiren les relacions econòmiques entre diputats i oficials de la Generalitat. Aquestes mesures tenien com a objectiu evitar les posicions dominant i el clientelisme.
Es planteja iniciar una nova sistematització del dret català, si bé no serà fins a les Corts de Montsó (1585) que es constituirà una comissió que faria públic el resultat entre 1588 i 1590.